# Cohors I Aurelia Dardanorum
Die Cohors I Aurelia Dardanorum [equitata] (deutsch 1. aurelische Kohorte der Dardaner [teilberitten]) war eine römische Auxiliareinheit. Sie ist durch Inschriften belegt.

## Namensbestandteile
- Aurelia: Die Ehrenbezeichnung bezieht sich auf Kaiser Mark Aurel.

- Dardanorum: der Dardaner. Die Soldaten der Kohorte wurden bei Aufstellung der Einheit aus dem Volk der Dardaner auf dem Gebiet der römischen Provinz Moesia Superior rekrutiert.

- equitata:[1] teilberitten. Die Einheit war ein gemischter Verband aus Infanterie und Kavallerie.

Da es keine Hinweise auf den Namenszusatz milliaria (1000 Mann) gibt, war die Einheit eine Cohors equitata. Die Sollstärke der Einheit lag bei 600 Mann (480 Mann Infanterie und 120 Reiter), bestehend aus 6 Centurien Infanterie mit jeweils 80 Mann sowie 4 Turmae Kavallerie mit jeweils 30 Reitern.

## Geschichte
Die Einheit wurde von Mark Aurel aufgestellt, wahrscheinlich um 169/170 n. Chr. zusammen mit der Cohors II Aurelia Dardanorum.

## Standorte
Ein Standort der Kohorte in Moesia Superior war möglicherweise Orahovac.

## Angehörige der Kohorte
Folgende Angehörige der Kohorte sind bekannt.

### Kommandeure
- Τ. Πορκιος Κυρεινα Κορνελιανος, ein επαρχος

### Sonstige
| - Aur. Attianus, ein Soldat (CIL 3, 14556) - G. Iul. Severus, ein Soldat | - Sabinus Antio, ein Reiter - Sita, ein Immunis |

## Unsicherheiten
Die Inschrift (CIL 3, 14700) wird von Ovidiu Țentea/Florian Matei-Popescu der Cohors I Aurelia Dardanorum zugewiesen, ebenso der in der Inschrift aufgeführte Soldat Surus Victoris. John Spaul ordnet die Inschrift und den Soldaten aber der Cohors I Delmatarum (Dalmatia) zu.